# Joseph-Ratzinger-Preis
Der Joseph-Ratzinger-Preis (italienisch Premio Joseph Ratzinger) ist ein Preis der vatikanischen Stiftung Fondazione Vaticana Joseph Ratzinger – Benedetto XVI (Vatikanische Stiftung Joseph Ratzinger Benedikt XVI.) und wird seit 2011 jährlich für besondere wissenschaftlich-theologische Leistungen im Kontext des Gegenwartsdiskurses vergeben. Der mit 50.000 Euro dotierte Preis ist nach dem bürgerlichen Namen Papst Benedikts XVI. benannt und wurde zu seinen Lebzeiten (2011–2022) in Absprache mit ihm verliehen. Der Preis wird auch als „Nobelpreis der Theologie“ bezeichnet – nach einer frühen Wortprägung von Kardinal Camillo Ruini. Der Stiftungsfonds wird aus den Erlösen der Werke Joseph Ratzingers sowie aus öffentlichen und privaten Spenden gespeist.

## Preisträger
Folgende Wissenschaftler haben den Joseph-Ratzinger-Preis erhalten:
- 2011:[5]
  - Olegario González de Cardedal (* 1934), spanischer Theologe
  - Manlio Simonetti (1926–2017), italienischer Philologe und Historiker
  - Maximilian Heim (* 1961), deutsch-österreichischer Theologe, Abt des Zisterzienserstiftes Heiligenkreuz
- 2012:
  - Brian E. Daley (* 1940), US-amerikanischer Theologiehistoriker
  - Rémi Brague (* 1947), französischer Religionsphilosoph
- 2013:
  - Richard A. Burridge (* 1955), englischer Bibelwissenschaftler, Anglikaner
  - Christian Schaller (* 1967), deutscher Theologe, stellvertretender Direktor des Instituts Papst Benedikt XVI.
- 2014:
  - Anne-Marie Pelletier (* 1946), französische Theologin
  - Waldemar Chrostowski (* 1951), polnischer Theologe
- 2015:
  - Nabil el-Khoury (* 1941), libanesischer Theologe
  - Mario de França Miranda (* 1936), brasilianischer Theologe
- 2016:
  - Inos Biffi (* 1934), italienischer Theologe
  - Ioannis Kourempeles (* 1965), griechischer Theologe, erster orthodoxer Preisträger
- 2017:
  - Karl-Heinz Menke (* 1950), deutscher Theologe
  - Theodor Dieter (* 1951), deutscher Theologe (evangelisch)
  - Arvo Pärt (* 1935), estnischer Komponist
- 2018:
  - Marianne Schlosser (* 1959), deutsche Theologin
  - Mario Botta (* 1943), schweizerischer Architekt (mehrere Kirchen und Kapellen)
- 2019:
  - Charles Margrave Taylor (* 1931), kanadischer Politikwissenschaftler und Philosoph
  - Paul Béré (* 1966), Theologe aus Burkina Faso
- 2020:[6][7]
  - Jean-Luc Marion (* 1946), französischer Philosoph und Theologe
  - Tracey Rowland (* 1963), australische Theologin
- 2021:[7][8]
  - Hanna-Barbara Gerl-Falkovitz (* 1945), deutsche Philosophin
  - Ludger Schwienhorst-Schönberger (* 1957), deutscher Theologe
- 2022:[9]
  - Michel Fédou (* 1952), französischer Theologe
  - Joseph Weiler (* 1951), südafrikanischer Rechtswissenschaftler
- 2023:[10]
  - Pablo Blanco Sarto (* 1964), spanischer Theologe
  - Francesc Torralba Roselló (* 1967), spanischer Philosoph
- 2024:[11][12]
  - Cyril O'Regan (* 1952), irischer Theologe
  - Etsurō Sotoo (* 1953), japanischer Bildhauer